# Cataratas del Nilo

Las cataratas del Nilo.

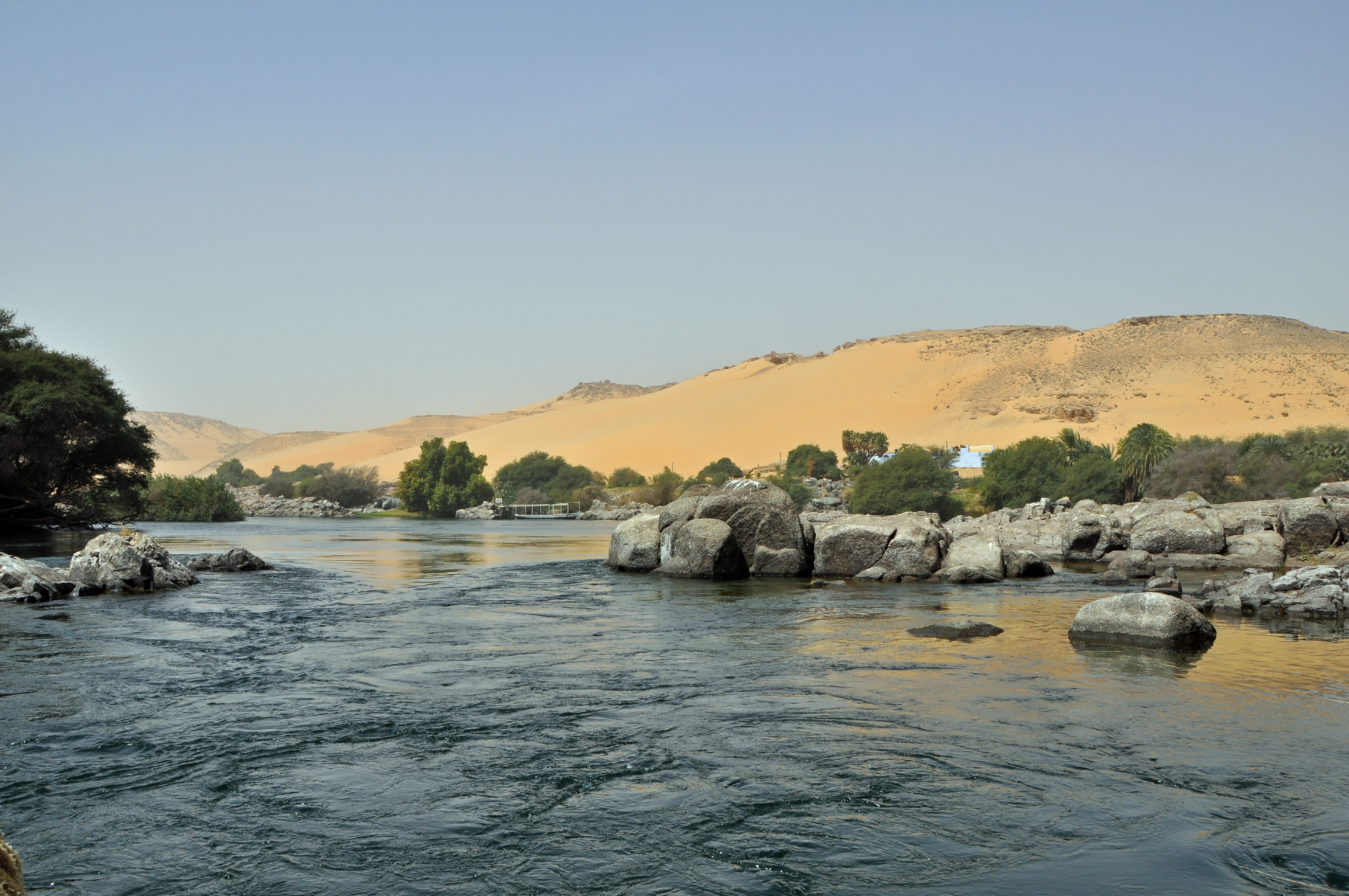
La Primera Catarata.

Las cataratas del Nilo son secciones poco profundas del río Nilo, entre Asuán y Jartum, donde predominan grandes cantidades de pequeños cantos rodados y piedras que sobresalen del lecho del río, así como pequeños islotes rocosos. En algunos lugares, estos tramos se transforman en aguas bravas y se parecen más a rápidos, mientras que en otros el flujo de agua es más suave.

## Las seis cataratas
Empezando de norte a sur, la Primera Catarata está en lo que hoy es Egipto y de la Segunda a la Sexta Catarata están en Sudán.
- La Primera Catarata atraviesa Asuán (24°04′41″N 32°52′41″E / 24.078, 32.878). Es la única que discurre por el Egipto actual.
- La Segunda Catarata (o La Gran Catarata) está en Nubia y ahora se encuentra sumergida en el Lago Nasser (21°29′N 30°58′E / 21.48, 30.97)
- La Tercera Catarata está cerca de Tombos y Hannek. (19°46′N 30°22′E / 19.76, 30.37)
- La Cuarta Catarata está en la región de Dar al-Manasir y se encuentra sumergida en el Embalse de Merowe desde 2009, cuando se puso en funcionamiento una central de aprovechamiento hidroeléctrico. (18°55′N 32°22′E / 18.91, 32.36)
- La Quinta Catarata se encuentra en la confluencia del Nilo y el río Atbara (17°40′37″N 33°58′12″E / 17.677, 33.970)
- La Sexta Catarata está donde el Nilo atraviesa el plutón Sabaluka, cerca de Wagraviyah (16°17′17″N 32°40′16″E / 16.288, 32.671)

## Características
La palabra catarata es una palabra griega que significa literalmente "fluir con fuerza hacia abajo" y se puede traducir como rápidos o cascada. Sin embargo, ninguna de las seis principales cataratas del Nilo puede considerarse una cascada, y lo mismo ocurre con las cataratas menores. Los geólogos comentan que la región del norte de Sudán es tectónicamente activa y esto ha provocado que el río haya adquirido características "juveniles".[cita requerida] Una gran elevación en la región de Nubia desvía el curso del río hacia el oeste, manteniendo su poca profundidad y causando la formación de las cataratas. A pesar de que el lecho del río está desgastado por la erosión, la masa de tierra se eleva, manteniendo partes del lecho al descubierto. Estos rasgos distintivos del río entre Asuán y Jartum ha llevado a referirse a estas zonas como las cataratas del Nilo, mientras que la parte aguas abajo a veces se conoce como el Nilo "egipcio". La distinción en el ámbito geológico entre estas dos partes del río es notable. Al norte de Asuán, el lecho del río no es rocoso, sino que se compone de sedimentos y, lejos de ser un río poco profundo, se cree que el lecho de roca se erosionó en la antigüedad hasta alcanzar varios miles de metros de profundidad. Esto creó un inmenso cañón que ahora está cubierto por sedimentos, algunos de los cuales proviene del mar Mediterráneo. Para obtener más información, consulte la sección Eonilo en el Nilo así como la crisis salina del Messiniense.

## Historia

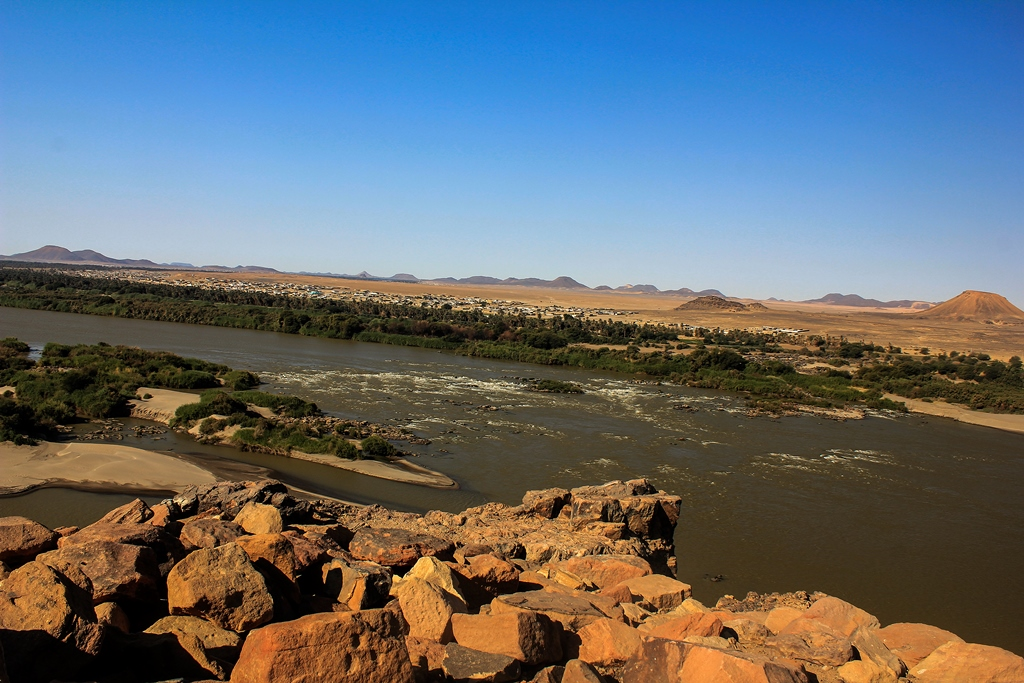
La Tercera Catarata.

Eratóstenes daba una descripción precisa de la zona de las cataratas: "[el Nilo] es similar en forma a la letra N escrita invertida; 1786 estadios para después de fluir, dice, de Meroe hacia el norte sobre 2700 estadios, se vuelve hacia el sur y la puesta de sol de invierno sobre 3700 estadios, y después de casi alcanzando el mismo paralelo que la de la región de Meroe y proyectando lejos en Libia y hacer la segunda vez, los flujos hacia el norte 5300 estadios a la gran catarata, desviándose ligeramente hacia el este, y luego 1200 estadios de la catarata más pequeña en Siena (que es Asuán), y luego 5300 más al mar."